# 里比耶
里比耶（法語：Ribiers，法語發音：[ʁibje]）是法国上阿尔卑斯省的一个旧市镇，属于加普区。

## 地理
里比耶（44°13'52"N, 5°51'23"E）面积36.55 平方千米，位于法国普罗旺斯-阿尔卑斯-蓝色海岸大区上阿尔卑斯省，该省份为法国东南部内陆省份，北起萨瓦省，西北接伊泽尔省，西南接德龙省，南至上普罗旺斯阿尔卑斯省，东北部与意大利接壤。
与里比耶接壤的市镇（或旧市镇、城区）包括：伯翁、米松、雅布龙河畔努瓦耶、锡斯特龙、昂托纳沃、埃乌尔、圣皮耶尔阿韦。

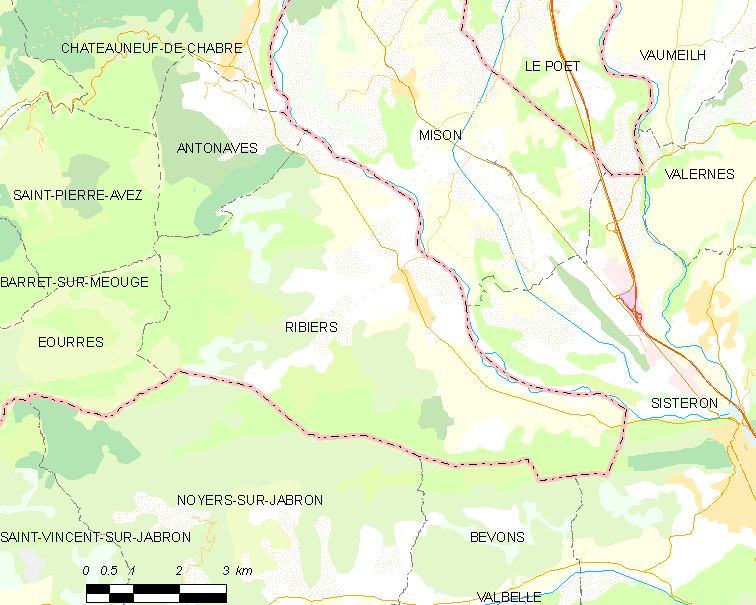
里比耶的OSM定位图

里比耶的时区为UTC+01:00、UTC+02:00（夏令时）。

## 行政
里比耶的邮政编码为05300，INSEE市镇编码为05118。

## 政治
里比耶所属的省级选区为拉拉涅蒙泰格兰县。

## 人口

1962-2008年间里比耶人口变化图示

里比耶于2018年1月1日时的人口数量为824人。